# Gàl·lia Belga
La Gàl·lia Belga (en llatí Gallia Belgica) va ser una província romana que ocupava el nord-est de les Gàl·lies. Amb Domicià (284-305) es va dividir en Belgica Prima i Belgica Secunda. Ocupava l'actual Bèlgica i altres regions properes i el nord de França.

## Història

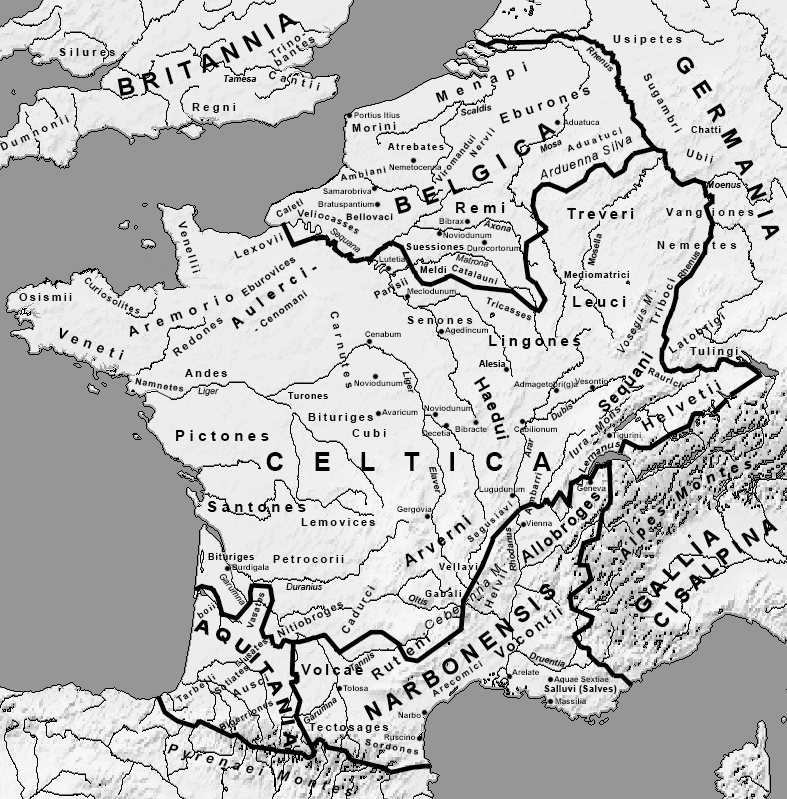
Divisió de la Gàl·lia segons les fonts clàssiques

Històricament, el nom de belgae (belgues) el va donar Juli Cèsar als grups de pobles del nord de la Gàl·lia (la Gàl·lia belga) separats dels seus veïns celtes pel Sena i el Marne. Limitaven a l'oest amb l'oceà i a l'est amb el Rin. Cèsar hi va incloure també la Insula Batavorum. Es creu que eren celtes d'origen però barrejats amb grups germànics.
Tenien al sud els lingons o lingonis i els sèquans; a l'est els germànics vangíons, nèmetes i tribocs (que havien creuat a la riba esquerra del Rin, els dos primers després de Cèsar però els darrers potser ja abans) de la plana d'Alsàcia.
Com a pobles belgues s'esmenten els mòrins, els nervis, els rems, els menapis, els suessions, els hasses, els bataus, els veliocasses, els veromandus, els atuàtucs, els condruses, els trèvers, els mediomàtrics, els leucs, els eburons, els ambians, els bel·lòvacs, els atrèbats, els calets, els meldes i altres, però alguns eren germànics i altres barrejats. Els aulercs no és segur que fossin belgues. Nemetocena (Arràs) era la capital dels atrebats i Cèsar la situa a Bèlgica. Hi havia un poble específicament anomenat belga, entre l'Oise i l'Escalda a la Picardia i Artois.
Cèsar va distingir la Gàl·lia Belga de la Gàl·lia Cèltica i de l'Aquitània tant en costums, com en normes polítiques i llengua, però tot i així a la Gàl·lia Belga es van barrejar pobles d'origen germànic i d'altres celtes o barrejats.
Quan Cèsar va ser a la Gàl·lia els suessions tenien com a rei a Divitiacus, que dominava fins a tot la Britànnia on els belgues s'havien establert a la costa.
August va dividir la Gàl·lia l'any 27 i va fer més gran Aquitània creant una província de nom Gàl·lia Lugdunensis amb capital a Lugdúnum o Lió, a més de la Província (Provença, que estrictament era part de la Gàl·lia.